# جريدة سوريا
جريدة سوريا هي صحيفة سوريا أسبوعية رسمية أسسها بادر راشد باشا حاكم ولاية سوريا في 19 نوفمبر1865م.

## تاريخ
حاكم ولاية سورية اصدار صحيفة أسبوعية رسمية عنوانها "سوريا" بتاريخ 19 نوفمبر 1865. ظهرت في أربع صفحات كبيرة نصفها تركي والنصف الآخر عربي، قام بتحريرها كل من محمد كرد علي وأديب نظمي. وقد اختصت الجريدة بنشر أوامر الحكومة ونظاماتها والحوادث الرسمية في الولاية مع اعلانات الدوائر الحكومية. والأمر الذي يلفت الأنظار أن المركز الرئيسي لسورية لم يكن قد عرف المطبعة حتى ذلك التاريخ، وأن أول من رتب أحوالها ونظم أمورها كان خليل الخوري اللبناني، الذي تخرج على يده بعض العمال الماهرين الذين نطموا شؤونها بعد تركه اياها.